# Tân Châu (district in An Giang)
Tân Châu  is een district in de Vietnamese provincie An Giang, een van de provincies in de Mekong-delta. De hoofdplaats van Tân Châu is thị xã Tân Châu. Volgens de telling in 2003 heeft Tân Châu een oppervlakte van 159 km² en heeft het 159.719 inwoners.

## Geografie
Tân Châu ligt in het noorden van de provincie An Giang. Het grenst in het noorden tegen Cambodja. In het oosten grenst het aan de provincie Đồng Tháp. In het westen grenst het aan het district An Phú. In het zuiden grenst het aan Phú Tân. In het district stroomt ook de Tiền, een van de zijtakken van de Mekong. Samen met de Hậu is het de belangrijkste rivier in het district.
Het district is verdeeld in vijf warden en negen plaatsen. De warden (Vietnamees: Phường) zijn: Long Châu, Long Hưng, Long Phú, Long Sơn en Long Thạnh. Deze zijn echter onderdeel van de stad Tân Châu. De plaatsen in het district Tân Châu zijn Châu Phong, Lê Chánh, Long An, Phú Lộc, Phú Vĩnh, Tân An, Tân Thạnh, Vĩnh Hòa en Vĩnh Xương.